# Галлія (округ, Огайо)
38°50′ пн. ш. 82°19′ зх. д. / 38.83° пн. ш. 82.32° зх. д.
О́круг Га́ллія (англ. Gallia County) — округ (графство) у штаті Огайо, США. Ідентифікатор округу 39053.

## Історія
Округ утворений 1803 року.

## Демографія
За даними перепису
2000 року
загальне населення округу становило 31069 осіб, зокрема міського населення було 7151, а сільського — 23918.
Серед мешканців округу чоловіків було 15167, а жінок — 15902. В окрузі було 12060 домогосподарств, 8592 родин, які мешкали в 13498 будинках.
Середній розмір родини становив 2,98.
Віковий розподіл населення поданий у таблиці:
| Стать    | До 15 років | 15-21 | 22-29 | 30-39 | 40-49 | 50-65 | 65-85 | Понад 85 |
| -------- | ----------- | ----- | ----- | ----- | ----- | ----- | ----- | -------- |
| Чоловіки | 3225        | 1714  | 1477  | 2047  | 2363  | 2571  | 1619  | 151      |
| Жінки    | 3097        | 1626  | 1491  | 2171  | 2391  | 2685  | 2099  | 342      |

## Суміжні округи
- Вінтон — північ
- Меґс — північний схід
- Мейсон, Західна Вірджинія — схід
- Кабелл, Західна Вірджинія — південь
- Лоуренс — південний захід
- Джексон — північний захід

## Виноски
1. ↑  Ohio County Profiles: Gallia County. Ohio Department of Development. Архів оригіналу (PDF) за 13 липня 2013. Процитовано 28 квітня 2007.
2. ↑  U.S. Decennial Census. United States Census Bureau. Архів оригіналу за 26 квітня 2015. Процитовано 8 лютого 2015.
3. ↑  Historical Census Browser. University of Virginia Library. Архів оригіналу за 11 серпня 2012. Процитовано 8 лютого 2015.
4. ↑  Forstall, Richard L., ред. (27 березня 1995). Population of Counties by Decennial Census: 1900 to 1990. United States Census Bureau. Архів оригіналу за 14 лютого 2015. Процитовано 8 лютого 2015.
5. ↑  Census 2000 PHC-T-4. Ranking Tables for Counties: 1990 and 2000 (PDF). United States Census Bureau. 2 квітня 2001. Архів оригіналу (PDF) за 18 грудня 2014. Процитовано 8 лютого 2015.
6. ↑  State & County QuickFacts. United States Census Bureau. Архів оригіналу за 6 червня 2011. Процитовано 8 лютого 2015.(англ.) Наведено за англійською вікіпедією.
7. ↑  American FactFinder. Бюро перепису населення США. Архів оригіналу за 21 травня 2008. Процитовано 31 січня 2008.

| США | Це незавершена стаття з географії США. Ви можете допомогти проєкту, виправивши або дописавши її. |